# جنگیه
جنگیه، روستایی در دهستان کوت عبدالله بخش مرکزی شهرستان کارون در استان خوزستان ایران است.

## جمعیت
بر پایه سرشماری عمومی نفوس و مسکن در سال ۱۳۹۵، جمعیت این روستا ۴٬۶۴۴ نفر (۱٬۲۸۴ خانوار) بوده است.